# ديفيد غوردون (مهندس)
ديفيد غوردون (بالإنجليزية: David Gordon)‏ هو مهندس أمريكي، ولد في 22 يوليو 1943 في بروكلين في الولايات المتحدة، وتوفي في 9 فبراير 1996.